# Tramlijn Heerlen - Sittard
De tramlijn Heerlen – Sittard is een voormalige elektrische tramlijn in Zuid-Limburg. In de Oostelijke Mijnstreek werd de normaalsporige stoomtramlijn Heerlen – Hoensbroek per 1 juni 1922 door de LTM overgenomen van de LESM. In 1923 werd de lijn geëlektrificeerd met een bovenleidingspanning van 1200 volt en verlengd naar Station Sittard. Vanaf 29 oktober 1923 reden er elektrische trams op de 16,3 kilometer lange tramlijn. Op 24 maart 1924 werd de lijn uitgebreid met een 5,3 kilometer lange zijlijn van Hoensbroek naar Brunssum. Toen in 1929 de tunnel onder de spoorlijn bij Oranje-Nassau I gereed was werd de lijn vanaf de Sittarderweg verlengd naar Heerlen Station.
Als de passagiers bij station Heerlen waren uitgestapt, dan reed de tram via het Stationsplein rechtsaf de Saroleastraat in, aan het eind daarvan linksaf via de Geleenstraat naar het Emmaplein (tegenwoordig Pancratiusplein). Vandaar reed de tram via een wissel naar het Wilhelminaplein om door de Willemstraat en de Stationsstraat aan de voorkant van het vroegere NS-station uit te komen.
Op 18 augustus 1926 kwam de normaalsporige elektrische tramlijn Heerlen - Kerkrade Holz grens in gebruik, op 15 mei 1928 uitgebreid met een zijtak Valkenhuizen – Locht grens. Zowel bij Kerkrade Holz als bij Locht werd aansluiting gegeven op de (metersporige) Akense tram. De totale lengte van de elektrische tramlijnen bedroeg 32 km.
De elektrische trams van de LTM werden in 1949-1950 opgeheven. Op de lijn van Heerlen naar Sittard reed de laatste tram op 31 juli 1949. De laatste tram in Limburg reed op 14 mei 1950. De LTM bleef bestaan als autobusbedrijf.

## Materieel

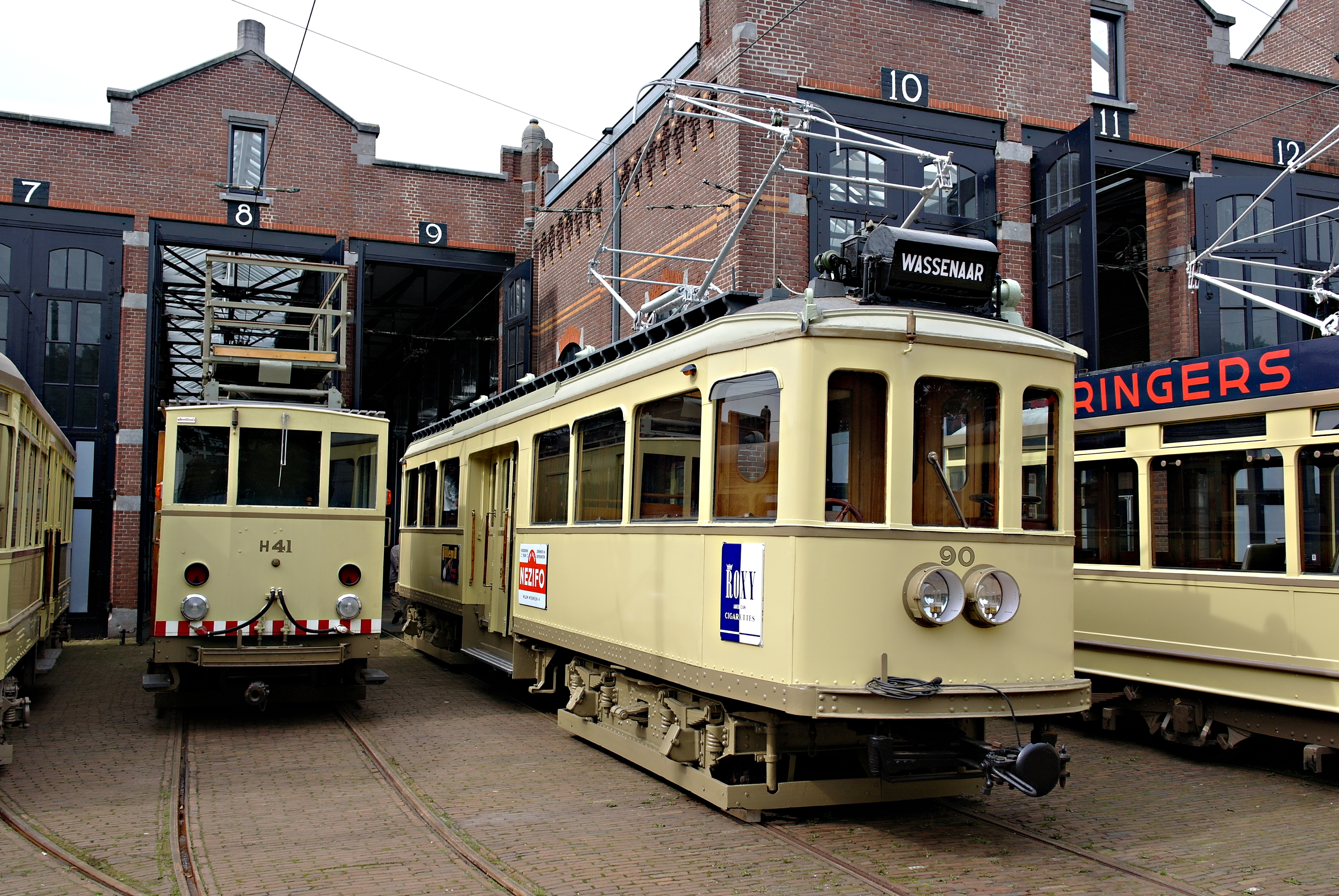
Motorwagen 90 als Haagse Limburger voor de manifestatie 'Retourtje Leiden' in 2011 door leden van de Tramweg-Stichting klaargemaakt om tentoon te kunnen stellen. Dit is ex-LTM motorwagen (2)610 uit 1931, gebouwd door Beijnes te Haarlem.

De LTM beschikte over twaalf tweeassige motorwagens met middenbalkon, bouwjaar 1923-1927 (serie 2501-2512; later 501-512), in 1934-1938 verbouwd tot drieassers, en tien grote vierassige motorwagens met middenbalcon, bouwjaar 1923-1931 (serie 2601-2610; later 601-610). Voorts waren er twintig bijpassende grote vierassige bijwagens, bouwjaar 1923 (serie 2701-2720; later 701-720). Daarnaast waren er vier postbagagewagens, bouwjaar 1923 (serie 2801-2804; later 801-804) en tien open goederenwagens, bouwjaar 1924 (serie 2901-2910; later 901-910).
Na opheffing van de tramdiensten werden de drieassers (501-512) te koop aangeboden. In 1951 werden ze verkocht aan een Nijmeegse handelaar, die drie van deze motorwagens in 1952 doorverkocht aan het trambedrijf van Saarlouis. Deze trams deden dienst tot 1961. Voor de overige exemplaren werd geen koper gevonden.
De dertig vierassige trams (601-610 en 701-720) werden in 1950 verkocht naar de Haagse Tramweg Maatschappij, die ze na modernisering tot 1963/1965 onder de nummers 81-90 en 121-140 inzette op de tramlijnen naar Wassenaar, Voorburg en Delft (zie Gele Tram). Zij hadden hier de naam Limburgers.
Een motorwagen (nr. 90) bleef als museumtram bewaard en verbleef in de uitvoering als LTM 610 tussen 1964 en 2006 achtereenvolgens te Heerlen, Amsterdam, Utrecht (Nederlands Spoorwegmuseum) en Amersfoort. In 2006 was deze motorwagen weer terug in Limburg en verbleef bij de ZLSM te Simpelveld. Op 20 november 2010 is de 610 overgebracht naar de Tramweg-Stichting te Den Haag om daar in bruikleen opgeknapt te worden als HTM 90 voor de tentoonstelling 'Retourtje Leiden' in Den Haag in het najaar van 2011. Na in 2017 weer in Limburgse uitvoering te zijn teruggebracht vertrok de LTM 610 op 8 maart 2019 weer terug naar Zuid-Limburg.
De postbagagewagens zijn naar Duitsland verkocht. In juni 2016 keerde de vroegere goederenwagen 2802 van de Limburgsche Tramweg-Maatschappij (LTM) na 73 jaar verblijf in Duitsland terug in Nederland. De LTM 2802 behoorde tot de serie 2801-2804 die in 1923 werd gebouwd door de Hannoversche Wagonfabrik AG (HAWA) als post-/ bagagewagens. De 2801 en 2802 zijn in 1943 naar het Oosten weggevoerd. De 2802 deed in Duisburg dienst als nr. 377 en bleef sinds 1980 bewaard als museumtram bij het Hannovers Trammuseum. De Tramweg-Stichting heeft de tram overgenomen en ondergebracht in Nagele. In augustus 2017 verhuisde deze naar de opslag in Overloon. In maart 2024 verhuisden de in Overloon opgeslagen trams naar een opslagruimte te Aalsmeer.